# Pancorius yingjiang
Espèce
Pancorius yingjiang est une espèce d'araignées aranéomorphes de la famille des Salticidae.

## Distribution
Cette espèce est endémique du Yunnan en Chine,. Elle se rencontre dans le xian de Yingjiang.

## Description
La femelle holotype mesure 6,40 mm et le mâle paratype 5,23 mm.

## Systématique et taxinomie
Cette espèce a été décrite par Wang, Mi, Li et Xu en 2024.

## Étymologie
Son nom d'espèce lui a été donné en référence au lieu de sa découverte, le xian de Yingjiang.

## Publication originale
- Wang, Mi, Li & Xu, 2024 : « Taxonomic notes of jumping spiders (Araneae, Salticidae) from Guangxi, Hainan, Sichuan, Xizang and Yunnan, China. » ZooKeys, vol. 1221, p. 205-277 (texte intégral).